# Zakaria Paliasjvili

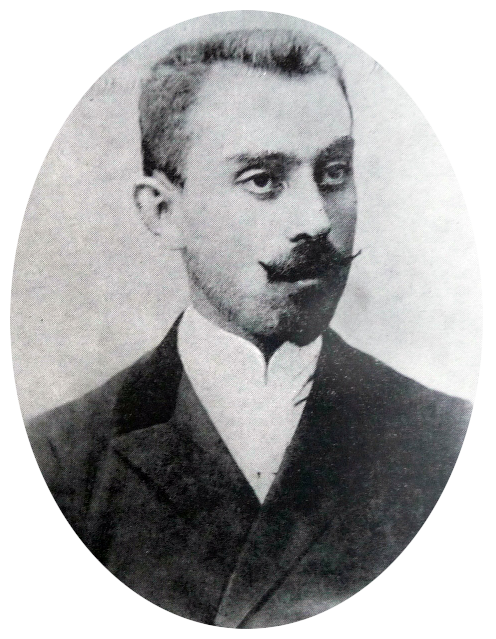
Zakaria Paliasjvili

Zakaria Paliasjvili (Georgisch:ზაქარია ფალიაშვილი) (Koetaisi , 16 augustus 1871 — Tbilisi, 6 oktober 1933) was een Georgische componist.
Hij studeerde een aantal jaren aan het Conservatorium van Moskou. Terug in Georgië ontwikkelde hij een nieuwe muziekstijl waarbij hij Georgische volksmuziek combineerde met klassieke muziek. Hij was een van de grondleggers van het symfonieorkest en werd hoofd van het conservatorium.
Op zijn naam staan ook een aantal opera's. De bekendste is Absalom & Eteri. De muziek van het volkslied van Georgië: Tavisoepleba is geïnspireerd op deze opera's.
- Bibliothèque nationale de France: cb139939157 (data)
- Gemeinsame Normdatei: 103803807
- International Standard Name Identifier: 0000 0000 3182 7044
- Library of Congress Control Number: n95034775
- Nationale Bibliotheek van Letland: 000257055
- MusicBrainz: ba4f18f4-1f44-4a90-bde4-238e8aa9a997
- Nationale Bibliotheek van Tsjechië: mzk2012712660
- Nationale Bibliotheek van Israël: 987007411811905171
- SNAC: w6vh91z4
- Virtual International Authority File: 64201374
- WorldCat: E39PBJjRVbCfhwJrfDMHhc9VYP